# Rich Banner
Paul Richard "Rich" Banner es un reconocido diseñador de juegos y artista gráfico estadounidense conocido por sus contribuciones al Game Designers' Workshop (GDW). Fue codiseñador de varios juegos de guerra, incluida la serie Europa, y se desempeñó como primer tesorero y segundo presidente de la Game Manufacturers' Association, desempeñando un papel vital en la conformación de la industria.

### Principios
Rich Banner y Frank Chadwick formaron el ISU Game Club en la Universidad Estatal de Illinois (Normal, Illinois). Banner consiguió una subvención que financió la impresión de hojas hexagonales en blanco (aptas para hacer mapas de juegos de guerra) y comenzaron a diseñar una variedad de diseños, algunos derivados de juegos existentes en ese momento y algunos conceptos originales.
En 1973, la Universidad Estatal de Illinois, en el marco de un programa para financiar la innovación educativa, creó SimRAD (Investigación, Análisis y Diseño de Simulación), que diseñó juegos para su implementación en las aulas universitarias. Casi al mismo tiempo, Banner y Chadwick, junto con los recién llegados Marc Miller y Loren Wiseman, decidieron publicar un juego de simulación masivo de la Segunda Guerra Mundial y fundaron Game Designers' Workshop como su compañía editorial. Cuando la financiación universitaria para SimRAD se agotó, los tres dirigieron su atención al sector comercial.

### Game Designers' Workshop (GDW)
Game Designers' Workshop (utilizando el posesivo plural para reflejar a los tres socios) adoptó como fecha de nacimiento el 22 de junio de 1973. Ese año, GDW publicó Drang Nach Osten de Banner y Chadwick. (el primero de su serie Europa sobre la Segunda Guerra Mundial), Triplanetary y Unentschieden (¡la secuela de Drang Nach Osten!). En 1974, la compañía publicó cinco nuevos títulos, entre ellos Chaco, Eagles, Narvik, Torgau y Coral Sea.
El puesto de Banner era el de director de arte, y su conocimiento de impresión y diseño gráfico dio forma a la imagen pública de GDW y a la apariencia de sus juegos. 

### Game Manufacturers' Association (GAMA)
Banner fue el primer tesorero (1977-78) de la recién formada Asociación de Fabricantes de Juegos, y su segundo presidente (1978-1981). Durante su mandato, la Asociación estableció sus objetivos básicos de promover y proteger la industria de fabricación de juegos y supervisó la creación de la feria comercial anual GAMA.

## Premios y reconocimientos
Su visión gráfica para Chadwick's Avalanche (un juego sobre los desembarcos de Salerno en la Segunda Guerra Mundial) le valió el premio Charles S. Roberts a los mejores gráficos en 1976. Sus gráficos para el Sistema 7 (miniaturas napoleónicas impresas) le valieron el premio HG Wells a la mejor serie de figuras históricas en 1979 (y Chadwick recibió el premio HG Wells a las mejores reglas de miniaturas de 1979).
A Banner se le atribuye el mérito como codiseñador de seis de los 11 juegos de guerra originales de la Serie Europa de la Segunda Guerra Mundial.
Fue honrado como un "famoso diseñador de juegos" al aparecer como el rey de diamantes en la baraja de cartas Famous Game Designers Playing Card Deck de Flying Buffalo de 2010.